# Dasyblatta chopardi
Dasyblatta chopardi är en kackerlacksart som beskrevs av Morgan Hebard 1921. Dasyblatta chopardi ingår i släktet Dasyblatta och familjen småkackerlackor. Inga underarter finns listade i Catalogue of Life.